# 5691 Фредвотсон
5691 Фредвотсон (5691 Fredwatson) — астероїд головного поясу. Відкритий 26 березня 1992 року Робертом Макнотом. Названий на честь астронома Фреда Вотсона.
Тіссеранів параметр щодо Юпітера — 3,423.